# Crosthwaite
Crosthwaite var en civil parish fram till 1866 i grevskapet Cumberland (nu Cumbria) i England. Civil parish hade 4 344 invånare år 1831.